# Összefogás
Összefogás (Sjednocení, Soudržnost nebo Solidarita) byla maďarská volební koalice pěti středo–levicových stran pro parlamentní volby 2014. Vznikla 14. ledna 2014 a jejím hlavním cílem bylo ve volbách porazit současného premiéra Viktora Orbána a jeho pravicovou koalici Fidesz–KDNP, která v předchozích volbách získala dvoutřetinovou většinu v parlamentu. Od 6. března 2014 aliance také používala název Kormányváltás (Změna vlády). Ve volbách do Evropského parlamentu, které se konaly o několik týdnů později, již většina stran z koalice kandidovala samostatně. 

## Členské subjekty
| Strana                                                                       | Lídr                        | Ideologie                                 | Počet kandidátů (2014)      | Počet kandidátů (2014)      | Zisk mandátů |
| Strana                                                                       | Lídr                        | Ideologie                                 | Jednomandátové obvody (106) | Republiková kandidátka (60) | Zisk mandátů |
| ---------------------------------------------------------------------------- | --------------------------- | ----------------------------------------- | --------------------------- | --------------------------- | ------------ |
| Magyar Szocialista Párt (Maďarská socialistická strana)                      | Attila Mesterházy           | Sociální demokracie                       | 71                          | 42                          | 29           |
| Együtt 2014 – Párbeszéd Magyarországért (Společně 2014 – Dialog za Maďarsko) | Gordon Bajnai Benedek Jávor | Sociální liberalismus Zelený liberalismus | 22                          | 9                           | 3 + 1        |
| Demokratikus Koalíció (Demokratická koalice)                                 | Ferenc Gyurcsány            | Sociální liberalismus                     | 13                          | 6                           | 4            |
| Magyar Liberális Párt (Maďarská liberální strana)                            | Gábor Fodor                 | Liberalismus                              | 0                           | 3                           | 1            |

## Republiková kandidátka
Prvních dvacet kandidátů společné republikové kandidátky aliance Összefogás. Kandidát na premiéra vyznačen tučně. 
1. Attila Mesterházy (MSZP)
2. Gordon Bajnai (E14)
3. Ferenc Gyurcsány (DK)
4. Gábor Fodor (MLP)
5. Tímea Szabó (PM)
6. László Botka (MSZP)
7. József Tóbiás (MSZP)
8. Nándor Gúr (MSZP)
9. Tamás Harangozó (MSZP)
10. Zsolt Molnár (MSZP)
11. Zoltán Lukács (MSZP)
12. István Hiller (MSZP)
13. Ágnes Kunhalmi (MSZP)
14. Árpád Velez (MSZP)
15. László Szakács (MSZP)
16. Péter Kónya (E14)
17. Lajos Korózs (MSZP)
18. Zsolt Legény (MSZP)
19. Csaba Molnár (DK)
20. Borbély Ildikó Bangóné (MSZP)

## Volební výsledky
| Volby | Počet hlasů | Hlasy v % | Počet mandátů | Mandáty v % | Úloha v parlamentu |
| ----- | ----------- | --------- | ------------- | ----------- | ------------------ |
| 2014  | 1 273 275   | 26,85%    | 38            | 19,1%       | Opozice            |